# Đào Quang Nhiêu
Đào Quang Nhiêu (陶光饒; 1601-1672) là một danh tướng của 3 đời chúa Trịnh (Trịnh Tráng, Trịnh Tạc, Trịnh Căn) thời Lê trung hưng. Ông tham gia trong cuộc chiến tranh giữa chúa Trịnh và chúa Nguyễn giữa thế kỷ 17.

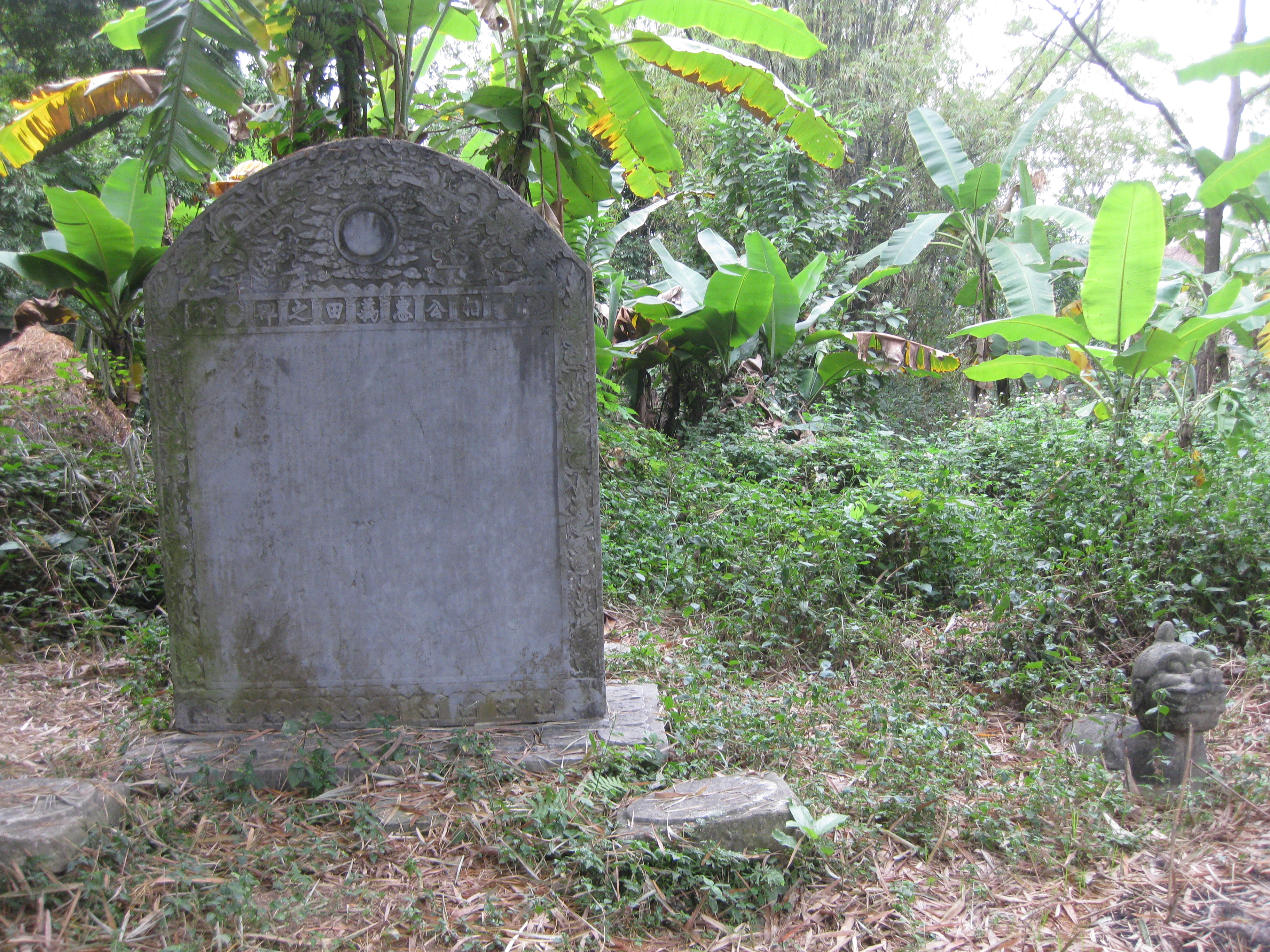
Bia ghi công Đào Quang Nhiêu

## Thân thế
Theo sách Lịch triều hiến chương loại chí, phần Nhân vật chí, Đào Quang Nhiêu người làng Tuyền Cam, huyện Thanh Oai, Hà Nội. Cha ông là Đào Quang Hoa, làm chức Hữu đô đốc thời Lê Thần Tông, tước Đương quận công.
Theo Gia phả họ Nguyễn Gia chi thôn An Khoái - Dân Hòa - Thanh Oai - Hà Nội thì Đào Quang Nhiêu thực chất là người họ Nguyễn ở Thanh Oai phủ Ứng Thiên. Do bố mất sớm, ở với cậu, được cậu cho vào kinh học nên sau này nhớ ơn của cậu nên lấy họ cậu là Đào Quang.

## Sự nghiệp

### Dẹp nội loạn
Là con công thần, Đào Quang Nhiêu được nối chức cha giữ sổ quân. Thời Lê Chân Tông (1643-1649), Trịnh Lịch mưu đồ chống lại chúa Trịnh Tráng, ông được lệnh cầm quân đi đánh.
Ông cùng Trịnh Lịch giao chiến tại chợ Hàng Dê, chém các thủ hạ theo Lịch, bắt sống và giết chết Trịnh Lịch. Do có công trong trận này, Đào Quang Nhiêu được phong làm Đương quận công.

### Nam chinh
Chiến tranh Trịnh-Nguyễn tiếp diễn, Đào Quang Nhiêu theo chúa Trịnh đi nam tiến.
Năm 1655, ông được phong làm Đốc suất Nghệ An. Lúc đó Đàng Trong đang mạnh, Nguyễn Hữu Dật đánh úp Kỳ Hoa, tướng Vũ Văn Nhiên của Đàng Ngoài bỏ chạy, Trịnh Trượng bị bại trận ở Lạc Xuyên. Trịnh Tráng bèn sai Trịnh Toàn cùng Đào Quang Nhiêu vào chống cự, quân Nam mới rút lui. Đến tháng 4, quân Nguyễn lại đánh cửa Nam Giới, các cánh thủy quân của họ Trịnh đều bỏ chạy. Quân Nguyễn kéo đến Thạch Hà, vây giáp Đào Quang Nhiêu. Trịnh Toàn thúc các tướng đến cứu Đào Quang Nhiêu. Ông mở lũy ra đánh, quân Nguyễn thua chạy. Quang Nhiêu đuổi tới làng Đại Nại, thu được nhiều voi ngựa.
Nhờ chiến công đó, ông được phong làm Thái bảo.
Năm 1658, quân Nguyễn lại ra đánh Bạch Đường. Đào Quang Nhiêu chống cự đuổi được quân Nguyễn phải lui. Mùa đông năm đó chúa Trịnh sai Lê Thì Hiến chia đường vào nam, đụng độ với quân Nguyễn ở huyện Hương Sơn, đánh bại quân Nguyễn. Sau trận đó, Đào Quang Nhiêu được thăng làm Phó tướng, Thiếu úy, được giao ở lại trấn thủ Nghệ An là trấn đầu địa giới giáp ranh với họ Nguyễn. Ông lãnh các tướng đóng đồn ở Hà Trung.
Năm 1660, khi Trịnh Căn đánh đuổi được Nguyễn Hữu Dật và Nguyễn Hữu Tiến về Nam, chiếm lại 7 huyện Nghệ An, đẩy quân Nguyễn lùi về nam sông Gianh, đã giao cho ông ở lại trấn thủ đất Nghệ An và kiêm lĩnh cả đất Bắc Bố Chính để phòng giữ mọi nơi.
Tháng 10 năm 1661, Trịnh Tạc cử đại binh và đem vua Lê Thần Tông vào đánh chúa Nguyễn, trận này Đào Quang Nhiêu làm Tổng suất. Tuy nhiên quân Trịnh vẫn không hạ được lũy Thầy, phải rút về bắc.

## Qua đời
Trong suốt hơn 50 năm, ông lập nhiều chiến công chống thù trong giặc ngoài cho chúa Trịnh. Ông là một trong những tướng lĩnh tham chiến chính trong thời kỳ Trịnh Nguyễn phân tranh. Ông mất năm 1672 khi đang làm trấn thủ xứ Nghệ An kiêm trấn châu Bố Chính, thống suất quan Tả khuông quân dinh phó tướng thiếu úy Đương quận công, thọ 72 tuổi.
Đào Quang Nhiêu được vua ban thái tể, cho thụy là Thuần Cẩn, bao phong làm phúc thần, lập đền thờ ở quê nhà (xã Tuyền Cam-Thanh Oai - nay là Xã Dân Hoà, Thanh Oai, Hà Nội).

## Con cái
Con trai cả của ông là Đào Quang Huy cũng là bậc danh tướng.
Đào Quang Huy lấy quận chúa Trịnh Thị Ngọc Lỗ (tên thụy là Ngọc Anh), được ban họ Trịnh, hiệu là Trịnh Kỳ.
Tháng 6/1670 (Canh Tuất, niên hiệu Cảnh Trị năm thứ 8 [1670]), Đề đốc Tấn quận công Trịnh Kỳ được cử làm đô đốc thiêm sự.
Theo một số tài liệu, sau khi Đương Quận công Đào Quang Nhiêu qua đời, do có người sinh lòng đố kỵ, bày mưu hãm hại, Đào Quang Huy bị chúa Trịnh khép vào tội chết vào tháng 9/1973. Nhưng theo các tài liệu, ông chạy trốn vào làng Thịnh Quả phủ Đức Thọ, trấn Nghệ An, rồi sau đó cùng gia đình di cư lên Hương Sơn sinh cơ lập nghiệp và mất vào năm 1695. Ông được các triều vua nhiều lần sắc phong "Thượng đẳng tối linh tôn thần", dân làng nhớ ơn, tôn kính lập đền thờ Thành hoàng.

## Đền thờ
Ngôi đền hiện nay chỉ còn phần hậu cung với hai phỗng thời Hậu Lê, một bát hương sành Thổ Hà, một bia chữ nhật niên đại Cảnh Hưng 43 và một bia trụ vuông ở phía cổng làng. Đặc biệt hiếm quý là nhóm tượng đá "trâu buồn, hạc rủ". Trâu buồn là pho tượng thể hiện một con trâu tơ tạc bằng 1 tượng đá xanh liền khối ở tư thế nằm buồn, nhưng lại nổi lên rất rõ gờ sống lưng hằn từng vết đốt xương. Trâu nằm nghiêng, mắt nhắm và miệng thì nín lặng, lịm dần cho đến khi hồn lìa khỏi xác lúc nào cũng không biết. Hạc rủ lại là một khối đá đứng tạo hình con hạc đủ cả chân cao với từng chiếc vảy và 5 ngón chân gầy guộc. Con hạc dúi cái mỏ dài ngoẵng của mình vào một bên cánh và ủ rũ cho đến chết lúc nào cũng không biết. Đền đã được xếp hạng di tích lịch sử văn hoá cấp quốc gia năm 2000.